# Josep Maria Berrocal
Josep Maria Berrocal Riera (Barcellona, 30 maggio 1970) è un allenatore di pallacanestro spagnolo.

## Palmarès
- Campionato ucraino: 1

Budivelnyk Kiev: 2010-11
- Copa del Rey: 2

Barcellona: 2003, 2007, 2010
- Supercoppa spagnola: 2

Barcellona: 2004, 2009